# Unteriberg
Unteriberg es una comuna suiza del cantón de Schwyz, localizada en el distrito de Schwyz. Limita al norte con la comuna de Einsiedeln, al este con Innerthal, al sureste con Muotathal, y al sur y oeste con Oberiberg.